# Tokugawa Gorōta
Tokugawa Gorōta (徳川 五郎太, né le 25 février 1711, mort le 5 décembre 1713) est un daimyo de l'époque d'Edo, formellement à la tête du domaine d'Owari pendant quelques mois alors qu'il est encore en bas âge.

## Biographie
Tokugawa Gorōta est le fils ainé de Tokugawa Yoshimichi, 4e daimyō du domaine d'Owari, par son épouse officielle, Zuishō-in, fille du kuge (noble de cour) Kujō Tsukezane. Gorōta n'a que 2 ans lorsque son père meurt et il le suit dans la tombe deux mois après seulement. La lignée directe de succession pour le domaine passe à son oncle, Tokugawa Tsugutomo.
Il est élevé à titre posthume au 3e rang de cour. Sa tombe se trouve au Kenchū-ji, temple du clan Owari Tokugawa situé à Nagoya.

## Source de la traduction
- (en) Cet article est partiellement ou en totalité issu de l’article de Wikipédia en anglais intitulé « Tokugawa Gorōta » (voir la liste des auteurs).